# Alan Williams (Amerikaans rugbyspeler)
Alan Frank Williams (West Orange, 7 oktober 1893 - Los Angeles, 3 december 1984) was een Amerikaans rugbyspeler. Slater speelde als voorwaartse.

## Carrière
Tijdens de 1924 werd hij met de Amerikaanse ploeg olympisch kampioen.

## Erelijst

### Met Verenigde Staten
- Olympische Zomerspelen:  1924